# Zoologischer Garten Halle (Saale)
Koordinaten: 51° 30′ 19″ N, 11° 57′ 45″ O
Der Zoo Halle, auch Bergzoo Halle, wurde 1901 auf dem 130 Meter hohen Reilsberg im Norden von Halle (Saale) im Stadtteil Giebichenstein angelegt.
Mit neun Hektar Gesamtfläche gehört er zu den kleineren Zoos. Durch seinen Aufbau in mehreren Ebenen rund um den Berg erscheint das Gelände aber wesentlich größer, als es tatsächlich ist.

## Geschichte

### Die Gründungsjahre bis zum Ersten Weltkrieg

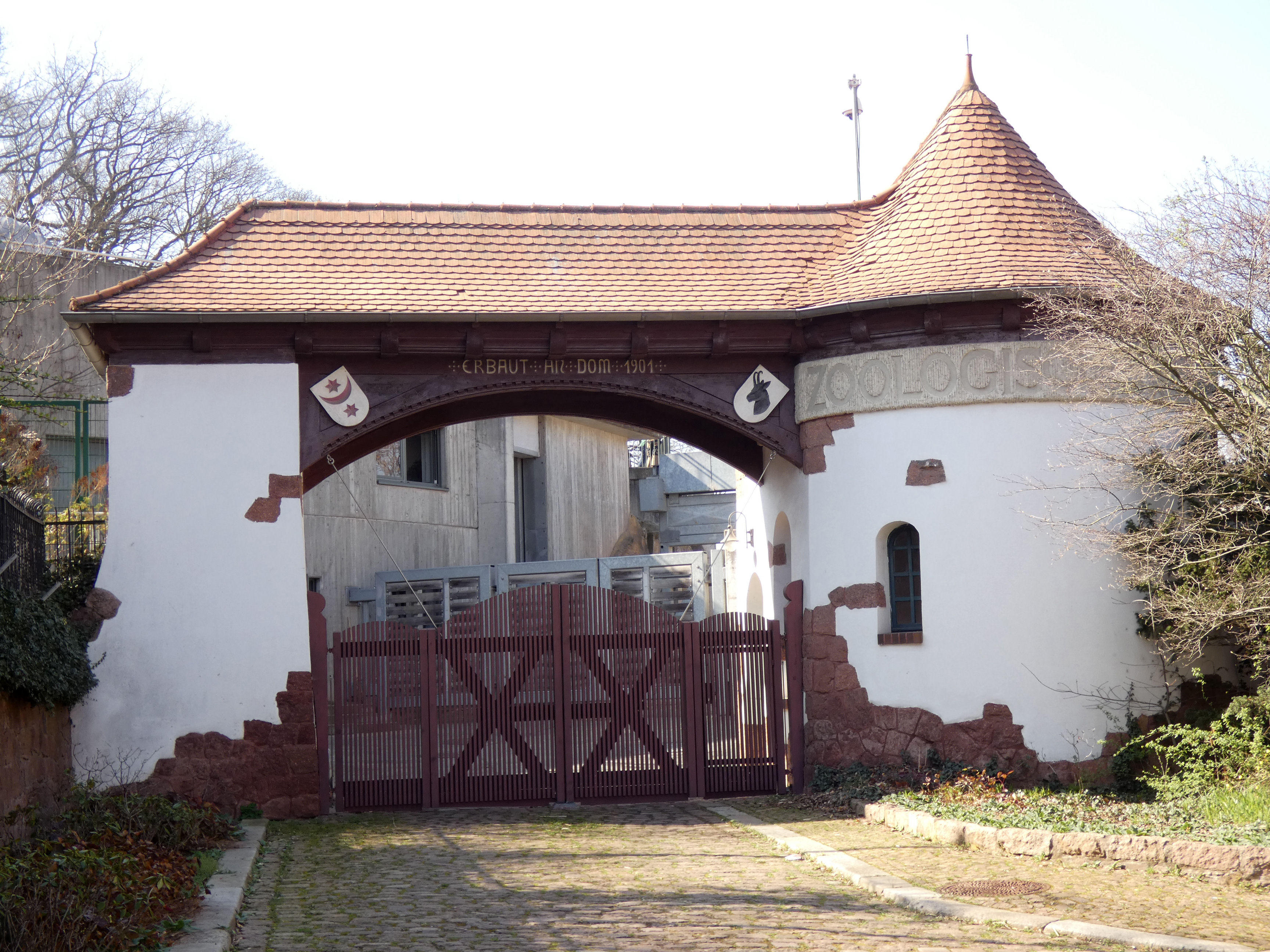
Ehemaliger Haupteingang in der Tiergartenstraße

Vorläufer des heutigen Zoos war der in den 1880er Jahren bestehende „Thierpark“ im Süden von Halle um das Areal der ehemaligen Gaststätte „Zum Hofjäger“ an der heutigen Willy-Brandt-Straße.
Der Initiator des Zoos auf dem Reilsberg war der Grundstücksmakler Eduard Keerl (1842–1907), an den eine Gedenktafel am Aussichtsturm erinnert. Keerl bot 1898 dem damaligen Privatdozenten am Zoologischen Institut der Universität, Gustav Brandes, den Reilsberg als Zoogelände an. Obwohl das Projekt zunächst an den Finanzen zu scheitern drohte, kam es am 15. Mai 1900 zur Gründung des Vereins „Thiergarten“, der mit zahlreichen Veranstaltungen für sein Anliegen warb.
Nach der Gründung der Aktien-Gesellschaft Zoologischer Garten Halle a.S. am 24. Februar 1901, die das der Witwe Nagel gehörende Grundstück – den Reilsberg – für 260.000 M sowie ein weiteres Grundstück für 80.000 M kaufte, wurde in großer Eile gebaut, um den durch einen Pachtvertrag gebundenen Eröffnungstermin am 23. Mai 1901 halten zu können.
Mit einem durch Geschenke und Kauf erworbenen Tierbestand von 196 Tieren (102 Säuger, 94 Vögel) aus 94 Arten konnte der Zoo zum festgelegten Termin feierlich eröffnet werden. Der Zooeingang befand sich damals in der Tiergartenstraße. Der erste Direktor, Johannes Müller-Liebenwalde, von dem nur wenige Lebensdaten bekannt sind, verließ Halle jedoch bereits vor dem Weihnachtsfest 1901 wieder.
Der zweite Zoodirektor, Gustav Brandes, der 1910 die Leitung des Zoos in Dresden übernahm, war einer der bedeutendsten Zoodirektoren seiner Zeit und erwarb sich auch um den halleschen Zoo große Verdienste. Die Aktiengesellschaft Zoologischer Garten kaufte 1906 das Gelände des Solbades Wittekind und rettete damit Parkteile vor der einsetzenden Bauspekulation. Für den Zoo brachte es den Vorteil, dass ein Teil des südlichen Hanges als späterer städtischer Grundbesitz zum Zoogelände hinzukam.
Im Jahre 1913 wurde unter dem dritten Zoodirektor, Wilhelm Staudinger, anlässlich des 100. Todestags von Johann Christian Reil, anstelle des eisernen Vorgängerbaus ein neuer, 40 Meter hoher Aussichtsturm errichtet, der auch gleichzeitig als Wasserreservoir diente. Ebenfalls im Jahre 1913 ging der Zoo mit dem Solbad Wittekind in städtischen Besitz über. Es wurde ein umfassender Plan zur Um- und Neugestaltung erstellt, an dem der 1912 eingestellte Stadtbaurat Wilhelm Jost bereits entscheidend mitwirkte. Der Beginn des Ersten Weltkrieges bremste zunächst die Pläne der Zooverwaltung und des Bauamtes.
Jedoch wurde 1914 noch das sogenannte Büffelgehege, heute Rinderdreieck, gebaut; neu errichtet wurde 1915 auch das Wolfsgehege.

### Nach dem Ersten Weltkrieg  bis 1945
Die auf dem Kapp-Putsch in Berlin beruhenden Märzkämpfe in Halle hatten 1920 auch Auswirkungen auf den Zoo. Zwei Bisons, ein Sikahirsch, ein Kronenkranich und ein Pfau kamen durch Schussverletzungen ums Leben.
In den 1920er und 1930er Jahren entstanden unter den nächsten drei Zoodirektoren weitere Bauten: das Antilopenhaus (1918/1920), der Bienenlehrstand (1920), Aquarium und Terrarium (1923), das Raubtierhaus (1926), das Affenhaus (1928), eine neue Seelöwenfreianlage (1938) und das Giraffenhaus (1937/38). Die Pläne erarbeitete das Städtische Hochbauamt unter Leitung von Wilhelm Jost, der seit 1919 auch das Dezernat des Zoologischen Gartens unter sich hatte.
Nach den Jahren des Aufschwungs folgten mit Beginn des Zweiten Weltkrieges auch Zeiten des Verfalls, die mit der vorübergehenden Schließung 1944 seinen Höhepunkt fanden. Bauarbeiten wurden nur auf das dringend Notwendige beschränkt. Ende 1944 wurde das Zoorestaurant zum Reservelazarett umfunktioniert. Die Kämpfe um Halle dauerten im April 1945 eine Woche; der Zoo erlitt jedoch im Vergleich mit anderen zerbombten Zoos relativ geringe Schäden.
Da der Zoodirektor, Fritz Schmidt-Hoensdorf, aufgrund seiner Einberufung seit August 1939 nur noch während des Urlaubs in Halle war, leitete bis 1945 der Wirtschaftsinspektor Georg Raak den Zoo. Schmidt wurde im August 1946 von der Stadt fristlos entlassen. Bereits im Juni 1945 war Hans Voß als neuer Direktor des Zoologischen Gartens angestellt worden.

### DDR-Jahre bis 1989
Als Nachfolger von Hans Voß war Hans Petzsch von 1951 bis 1959 Direktor des Zoos. Petzsch holte nach dem Krieg den ersten Elefanten und ein Flusspferd nach Halle. 1958 wurde ein neuer Zooeingang in der Reilstraße eingerichtet.
Von 1961 bis zu seinem Tod 1986 leitete Klaus-Günther Witstruk den Zoo. Ein Jahr nach seinem Amtsantritt wurde 1962 die 24 Meter hohe Freiflugvoliere neben dem Aussichtsturm eröffnet.
In den folgenden Jahren wurden u. a. das Raubtierhaus rekonstruiert und modernisiert (1963), ein Lamahaus und eine große Ponyanlage erbaut (1965) und zum 75. Zoogeburtstag im Jahr 1976 die neue Pinguinanlage in Betrieb genommen. Das Streichelgehege ist 1981 eröffnet worden.
Im Jahre 1968 wurde die Zoo-Schule mit einem angestellten Zoo-Schul-Lehrer ins Leben gerufen, die den Biologieunterricht ergänzte und auch Vorschulkinder mit dem Zoo vertraut machte.
Seit 1969 ist in der Reilstraße der Haupteingang; der alte Eingang in der Tiergartenstraße wurde endgültig geschlossen. Wieder in Betrieb genommen wurde der Eingang über die Seebener Straße.

## Der Zoo nach 1990 und die zukünftige Entwicklung

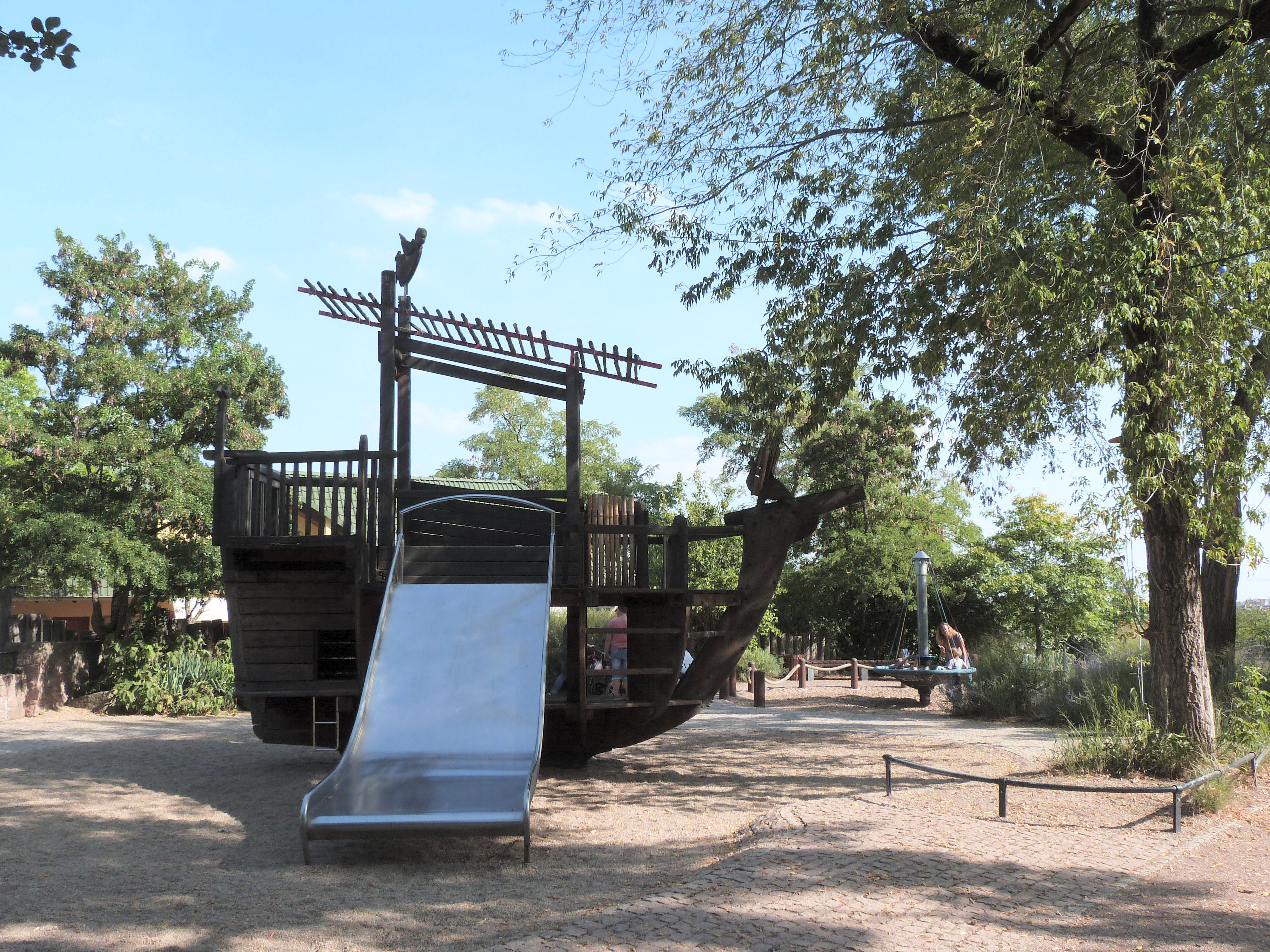
Spielplatz im Zoo Halle

Seit Ende der 1980er Jahre wurde der Tierbestand reduziert und vor allem auf eine artgerechte Haltung der Tiere geachtet. Ein traditioneller Schwerpunkt des Zoos liegt in der Haltung von Bergtieren, dabei insbesondere in der von südamerikanischen Tieren der Andenregion.
Seit 1986 bis zu seinem Ruhestand im Jahre 2015 leitete Andreas Jacob den Zoo. Im Jahre 1995 wurde der Zoo in eine städtische GmbH überführt. In den Folgejahren entstanden ein neuer Spielplatz, ein Schimpansenhaus sowie ein Affenhaus. Zum 100. Geburtstag des Zoos im Jahre 2001 konnte die neue Seebärenanlage in Betrieb genommen werden.
Das unter Denkmalschutz stehende neue Großkatzenhaus, in das historische Teile des alten Raubtierhauses integriert wurden, ist 2003, das Krokodilhaus und die neue Elefantenanlage sind 2006 eröffnet worden. Im gleichen Jahr wurden auch der neu gestaltete Haupteingang und das Parkhaus an der Reilstraße in Betrieb genommen.
Mit dem Bau und der Modernisierung von Wirtschafts- und Sozialgebäuden sowie vielen technischen Neuerungen wurden für die Mitarbeiter bessere und zeitgemäße Arbeitsbedingungen geschaffen.
Im November 2018 wurde das neue Restaurant „Bergterrassen“ eröffnet.
Ein Umbauplan, die „Zoovison 2031“, der in zwei Phasen bis in das Jahr 2031 reicht, sieht neben der Neugestaltung des sogenannten Saaleeingangs an der Seebener Straße und dem Bau eines zweiten Parkhauses u. a. auch einen Höhenweg zur Elefantenanlage, Neubau von Anlagen für Berberaffen und Brillenbären sowie in der zweiten Phase die Gestaltung von vier großen Themenwelten (Savanne, Tropischer Regenwald, Patagonien und Gebirge) vor.

## Tieranlagen

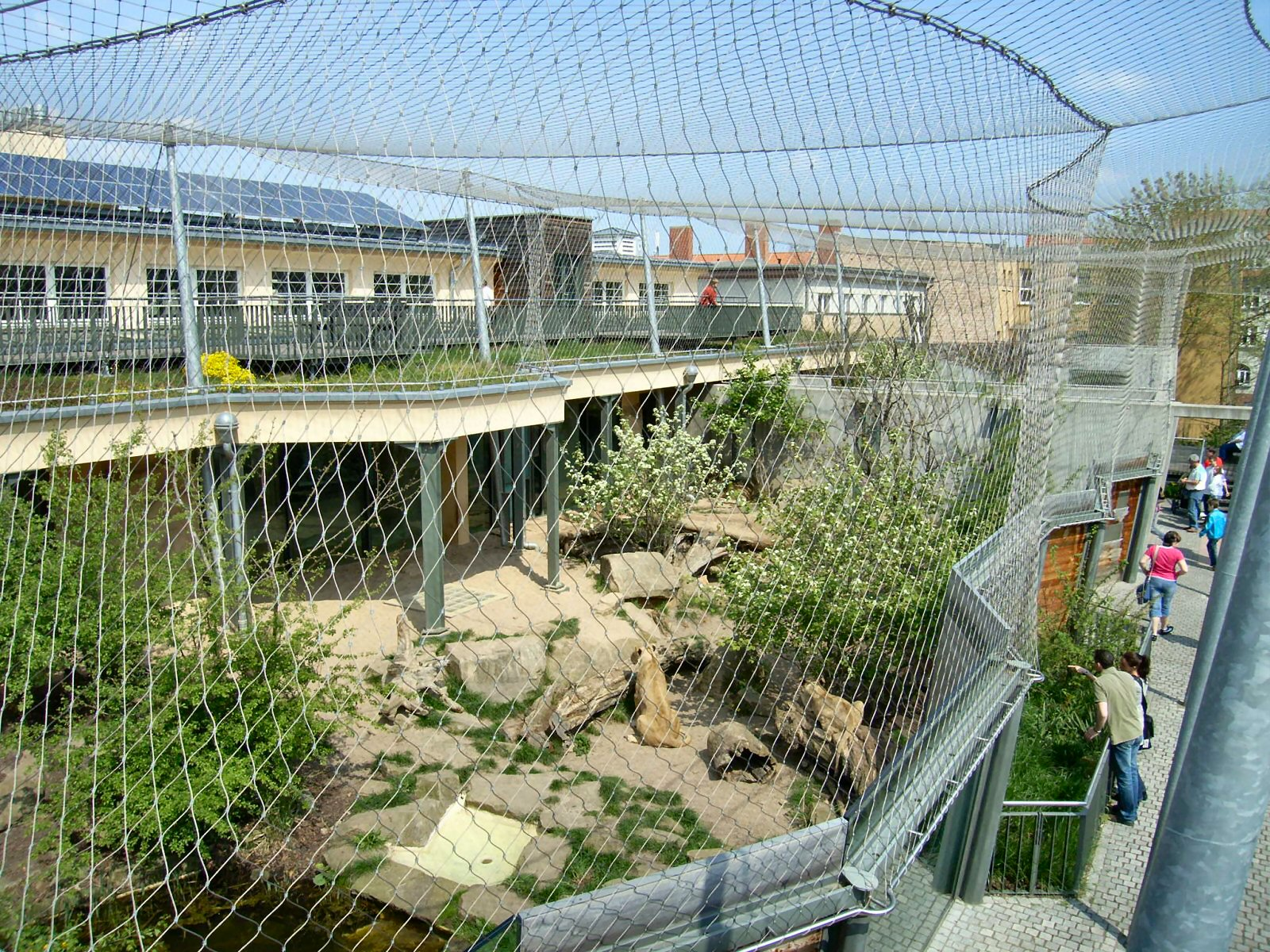
Großkatzenhaus
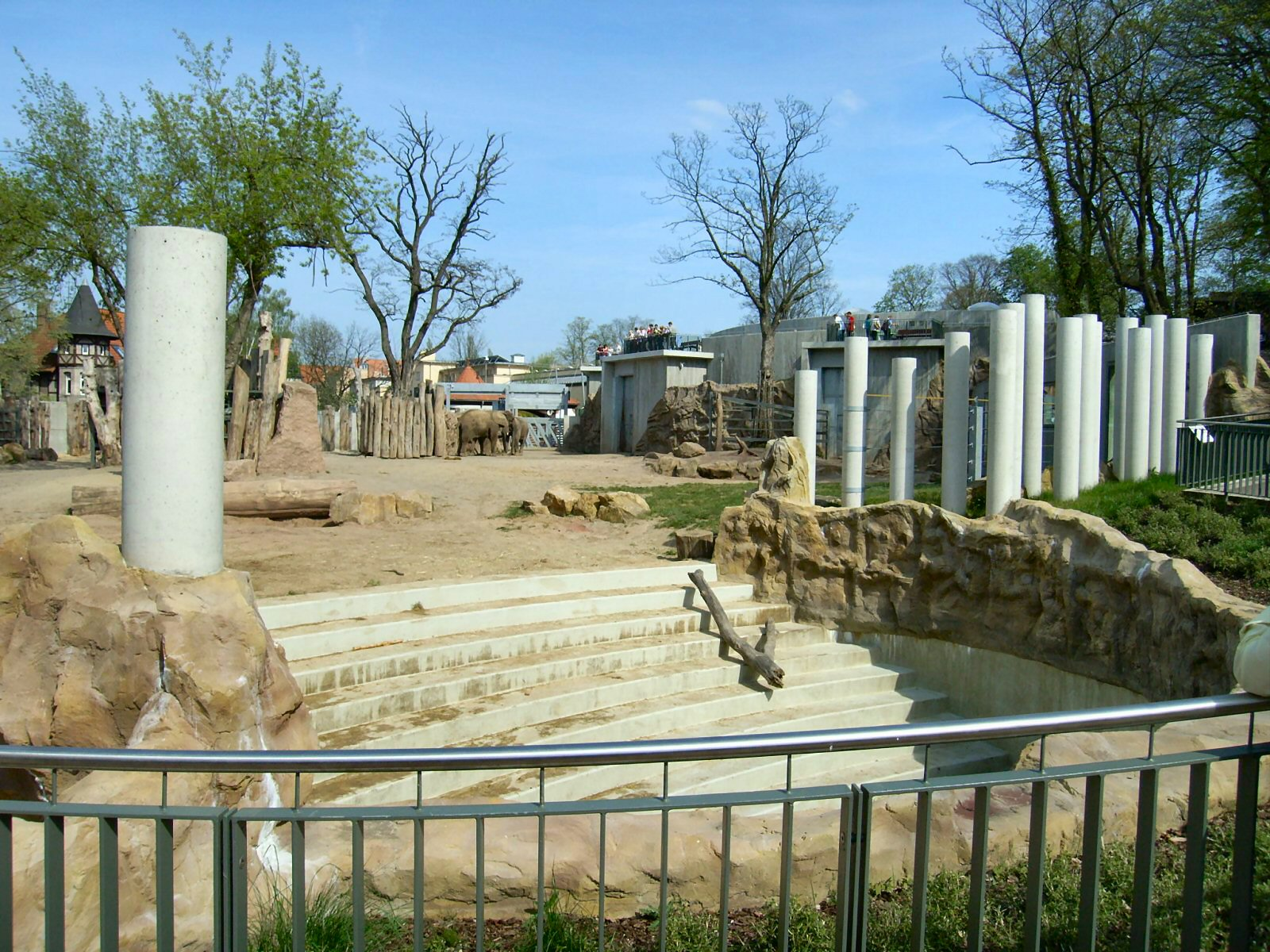
Elefantenhaus
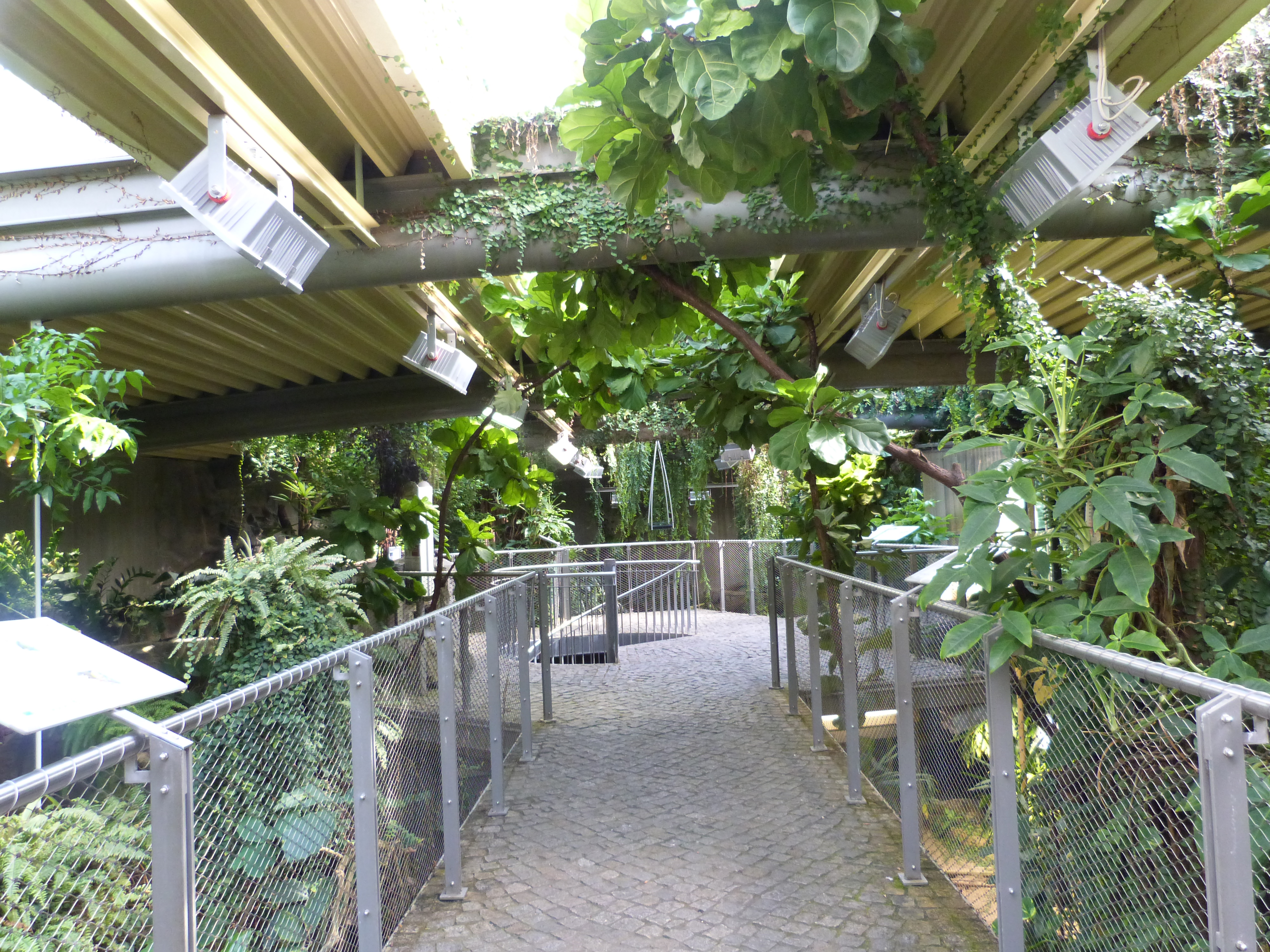
Krokodilhaus
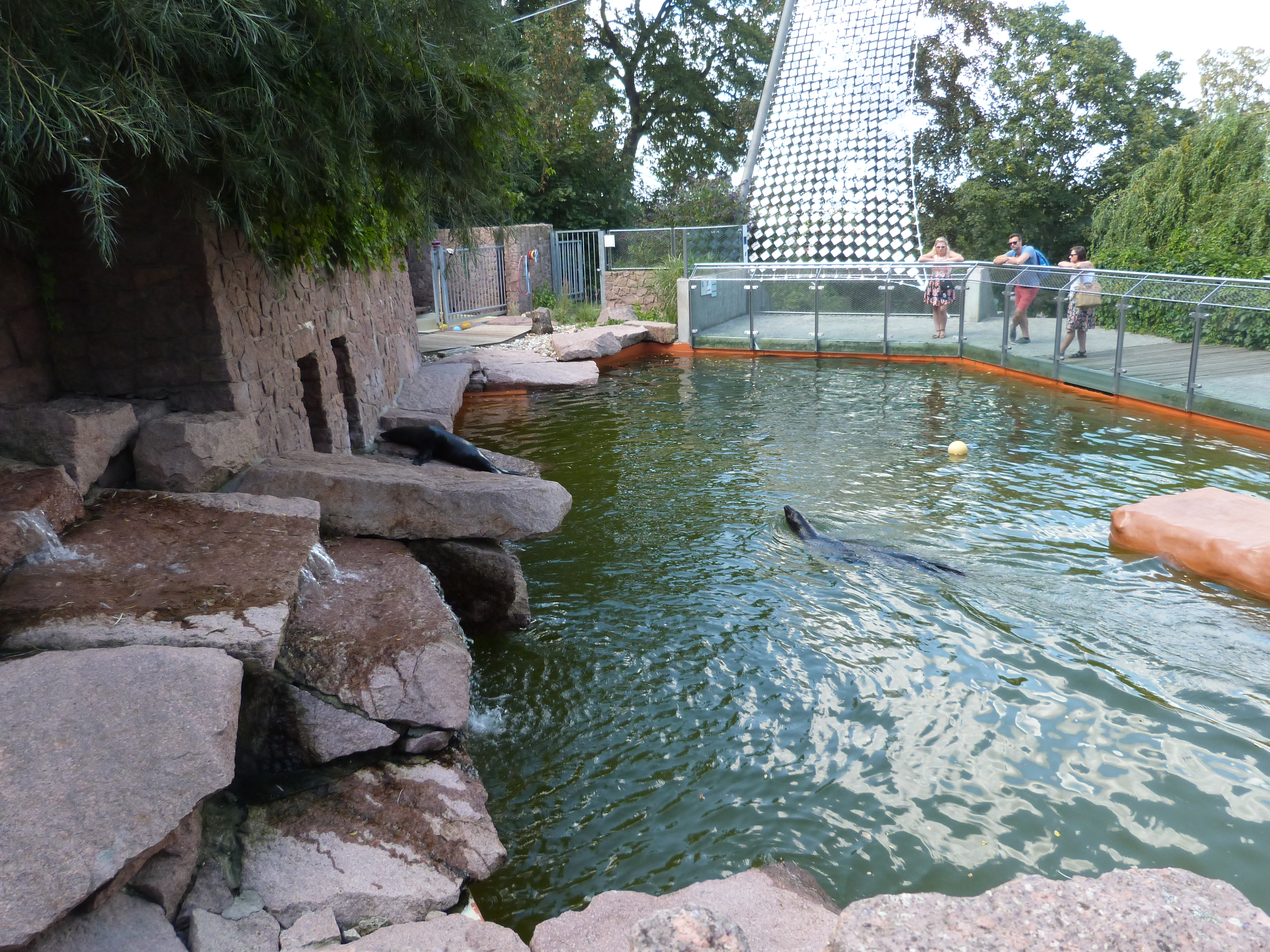
Seelöwenanlage

Der Zoologische Garten Halle konzentriert sich hauptsächlich auf die Haltung von bergbewohnenden Tieren, wie Blauschafen, Goldtakinen oder Westkaukasischen Turen, und südamerikanischen Tieren, wie Riesenottern, Großen Ameisenbären und Südamerikanischen Seebären. Der Zoo teilt sich in die folgenden sechs Zonen ein.

### Regenwälder – Die grüne Lunge der Erde
Hinter dem Eingang wird man direkt von Weißgesichtsakis und Tieflandpakas begrüßt. Das Totenkopfaffenhaus, eine zum 110-jährigen Jubiläum eröffnete Urwaldhalle, welches der Besucher durch einen Glastunnel betreten kann, beherbergt 26 Totenkopfaffen, welche zudem über eine Inselfreianlage verfügen, in Gesellschaft von Graurücken-Trompetervögeln. Eine abgetrennte Voliere beherbergt zudem Straußwachteln und Grünarassaris. An das Totenkopfaffenhaus angeschlossen befindet sich die Australienvoliere, welche von Schwalben- und Feinsittichen bewohnt wird. Das Krokodilhaus beherbergt in zwei Becken die namensgebenden Nilkrokodile gemeinsam mit dem einzigen Wüstenkrokodil Deutschlands, Schwarze Fransenlippen, Haiwelse sowie ein Paar Riesenotter, darunter Hermine, die als Waise aus Französisch-Guyana kam, nachdem das bisherige Paar Teil des Auswilderungsprojekts geworden ist. Zudem fliegen Blaukrönchen, Rotohrbülbüls und Brasiltangare frei im Haus herum. Ein kleiner Teich ist das Zuhause von Tafel-, Eurasischen Krick-, und Reiherenten. Das Schimpansenhaus, welches 2000 umgebaut wurde, beherbergt neben der Innenanlage der beiden Schimpansen, welche aus schlechteren Haltungen übernommen wurden, auch freilaufende beziehungsweise freifliegende Tiere in einer vorgelagerten Tropenhalle, nämlich Braunrückentamarine, Zweifingerfaultiere, Östliche Prachtfruchttauben, Fischerturakos, Blaukappenhäherlinge und Orangebauch-Blattvögel, ein Gehege für Brasilianische Greifstachler, Springtamarine, Lisztäffchen und Grauhand-Nachtaffen, ein Aquaterrarium für Strahlen-Dreikielschildkröten, Grüne Wasseragamen, Haibarben und Parkinsons Regenbogenfischen, ein Aquarium mit Siamesischen Rüsselbarben, Küssenden Guramis und Prachtschmerlen. Das Flusspferdhaus ist das Zuhause eines Zwergflusspferdweibchens und Silbergibbons, welche sich die Außenanlage teilen. Das Haus verfügt zudem über zwei Etagen und einige Terrarien für Grüne Baumpythons, Orangeaugen-Helmskinks und Blaue Baumsteiger, Dominica-Anolis und Schreckliche Pfeilgiftfrösche, Grüne Leguane und Grauhand-Nachtaffen, Springtamarine mit Südlichen Kugelgürteltieren und Vietnamfasanen, Maranon-Baumsteiger sowie ein Gehege für Neuguinea-Kurzschnabeligel und Eulenschwalme. Im Raubtierhaus, das 1926 erbaut und 2003 umfangreich und denkmalschutzgerecht saniert wurde, sind sowohl die Innenanlagen eines Paares Angola-Löwen und eines Sumatratigerweibchens, welches als Ersatz für die ehemals in Halle erfolgreich gezüchteten Malaysischen Tigern kam, untergebracht, als auch Erdferkel, die in die ehemalige Jaguar-Anlage zogen, Blaugefleckte Baumwarane, Mindanaoloris gemeinsam mit Dolchstichtauben, Türkistangaren und Gelbkopfschildkröten, Leoparden-Schützenfische mit Grünen Maskarabarben und Rotstreifenbarben, Langnasen-Strauchnattern und Wickelschwanzskinke. Die Stege, die über die begrünte Dachterrasse verlaufen, bieten dem Besucher interessante Einblicksmöglichkeiten auf die Freianlagen der Raubkatzen.

### Patagoniens Küste – Zwischen Feuer und Eis
Die Flamingolagune beherbergt Chileflamingos, Europäischen Sumpfschildkröten, Spieß-, Rotschulter-, Peposaka-, Europäische Pfeif-, Europäische Moor-, Europäische Löffel-, Stock- und Eurasische Schellenten. Die Pelikananlage teilt sich die Gruppe Östlicher Meerespelikane mit Wildtruthühnern, Hawaii- und Streifengänsen sowie Stock- und Laufenten. Die Pinguinanlage ist das Zuhause von Humboldtpinguinen, bei welchen regelmäßig gezüchtet und somit zum Europäischen Erhaltungszuchtprogramm beigetragen wird. Die Südpudus teilen sich ihr Gehege, welches unter anderem von Chilenische Araukarien bewachsen ist, mit Bindenruderenten und Südgeorgien-Spitzschwanzenten. Das ehemalige Faultierhaus wurde für Salzkatzen renoviert. Die Seebärenanlage wird nur noch von einem einzigen Südamerikanischen Seebärenweibchen bewohnt. Die Anlage verfügt über eine Unterwasseransicht.

### Grasebenen – Endlose Weiten
Zwischen den Pelikanen und Pinguinen befindet sich das Gehege der Erdmännchen, welche regelmäßig gezüchtet werden. Die neue Elefantenanlage, welche im Mai 2022 eröffnet wurde, zeigt vier Südafrikanischen Steppenelefantenkühe und Hausperlhühner im modernen Innen- und Außenbereich. Zu den weiteren Gehegen in diesem Bereich gehören Gehege für Zwergzebus, Alpakas und Vikunjas und ein großes Gemeinschaftsgehege für Große Ameisenbären, Darwinnandus, Halsband-Wehrvögeln und Zimtenten. Im Kleintierhaus findet man Tüpfelstreifen-Grasmäuse, Südliche Kugelgürteltiere mit Graubrustsittichen, Langschwanz-Chinchillas, Zwergmaras mit Flammenwebern und Braunrücken-Goldsperlingen.

### Gebirge – Auf den Dächern der Welt
Der Unterbereich Himalaya zeigt Gehege für Yaks, Rote Pandas gemeinsam mit Ostchinesischen Schopfhirschen und Schwarzhalskranichen und Goldtakine mit Blauschafen, Korsakfüchse, Marderkaninchen sowie Volieren für Schneeeulen und Schmutzgeier. 
Der Unterbereich Afrikas Gebirge zeigt ein Gehege für zwei Hartmann-Bergzebrahengste und Elenantilopen sowie ehemals Geierperlhühner, ein begehbares Gehege für Löffelhunde, eine Fasanerie für Büffel- und Starweber gemeinsam mit Kaptrielen und Decken-Tokos, Gabelracken mit Tadschikistanfasanen und Rotschwingenstare mit Gelbkehlfrankolinen und Buschschliefern, ein Gehege mit Zwergziegen, einen Affenfelsen mit Berberaffen in der Nähe der Elefanten und zwei Volieren für Waldrappe und Steinadler. 
Der Unterbereich Alpen beherbergt die geografisch unpassenden Westkaukasischen Ture, ein Streichelgehege für Zwergziegen, Alpakas, Marderkaninchen und Zwergesel, die Reilsalm mit Krainer Steinschafen, Ayam Cemanis, Göttinger Minischweinen, Alpenmurmeltieren und Sibirischen Gleithörnchen, das Alpinum mit historischen Kleintieranlagen für Schwarzschwanz-Präriehunde, Degus, Nordamerikanische Baumstachler und Kap-Borstenhörnchen, eine Großvoliere mit Gänsegeiern, Nachtreihern, Gänsesägern, Rotschnabel-Pfeifgänsen, Schwarzstörchen, Kolbenenten und aufgenommenen verletzten Mäusebussarden, und zwei Volieren für Raufußkäuzen, Alpenkrähen und Alpensteinhühner.
Weiterhin sind in diesem Bereich des Zoos zwei Gehege für Östliche Bergkängurus und Tasmanische Nacktnasenwombats und Volieren für Felsensittiche, Keas und Weißhaubenhäherlingen.
Einige Anlagen in diesem Bereich, der am Hang des Reilsbergs liegt, befinden sich dort schon seit 1901. Weiterhin befindet sich ein Aussichtsturm in der Nähe der Takine und der Großvoliere.

## Artenschutz
Für das Zweifingerfaultier und den Grauflügeltrompetervogel führt der Zoo Halle das Europäische Zuchtbuch. Ebenfalls beteiligt sich der Zoo mit der Zucht von Humboldt-Pinguinen am Europäischen Erhaltungszuchtprogramm. Auch mit der Haltung und Zucht von Vietnamfasanen trägt der Zoo Halle zur Arterhaltung bei.

## Veranstaltungen

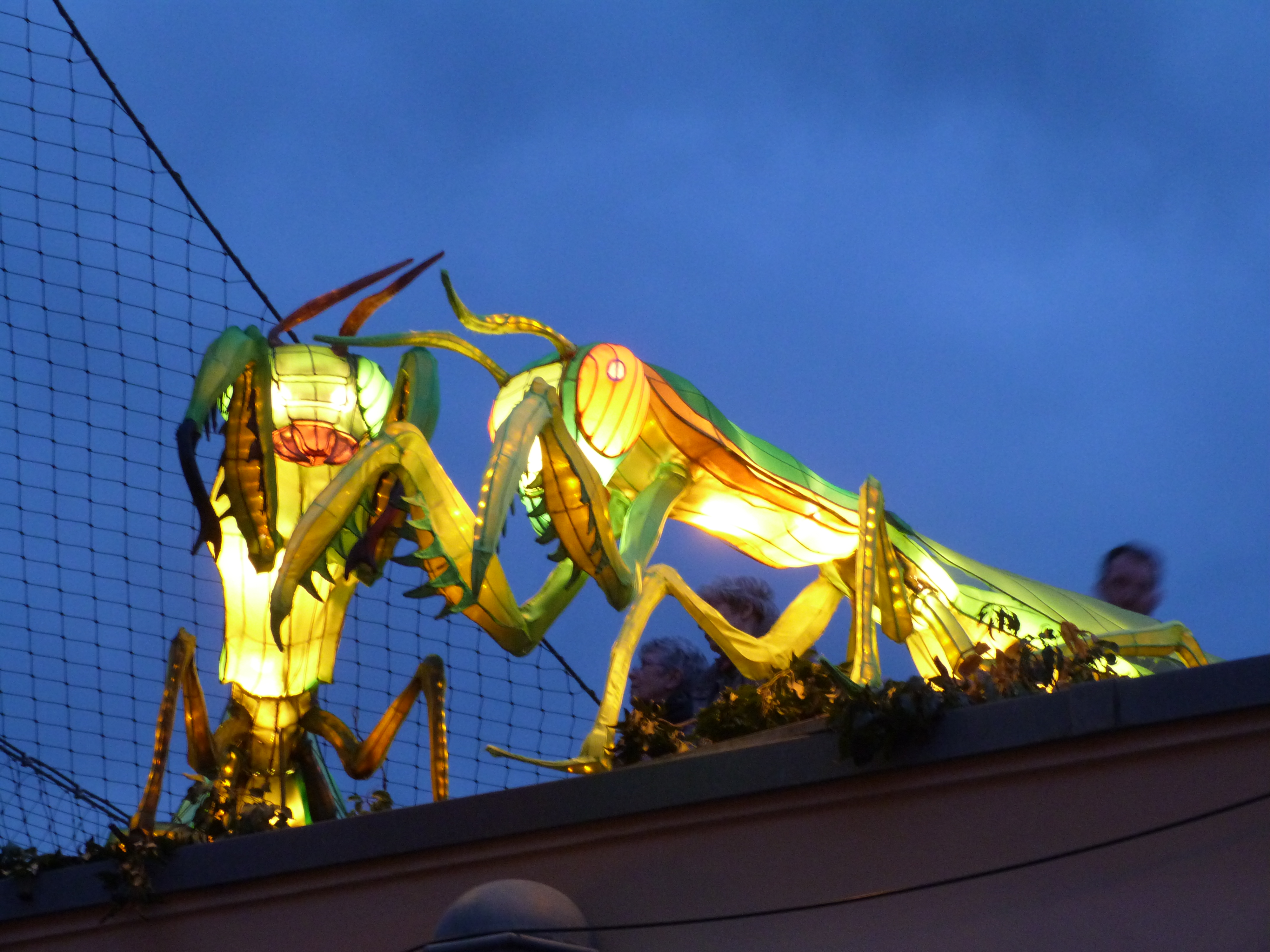
Lichtinstallation zu den Magischen Lichterwelten

Neben Zooführungen, populärwissenschaftlichen Vortragsreihen und Filmvorführungen in Zusammenarbeit mit dem Luchs-Kino finden seit 2018 im Zoo Halle in den Monaten Februar/März in den Abendstunden die „Magischen Lichterwelten“ statt. Gezeigt werden Tiere und Pflanzen aus den 4 großen Lebensräumen der Erde – Regenwald, Steppe, Wasser und Gebirge – die von chinesischen Künstlern als teils gigantische Laternenfiguren gefertigt wurden.

## Sonstiges
- Im Jahre 1999 wurde der Zooverein „Förderer und Freunde des halleschen Bergzoo e. V.“ gegründet.
- Neben dem Aussichtsturm befindet sich die Grabstätte des 1813 verstorbenen Johann Christian Reil. Das Grab in seiner heutigen Form ließ 1830 sein Schwiegersohn Peter Krukenberg errichten.
- Im Denkmalverzeichnis der Stadt Halle ist der Zoo unter der Erfassungsnummer 094 12781 verzeichnet.[5]

## Zoodirektoren
| Zeitraum                                            | Name                                      |
| --------------------------------------------------- | ----------------------------------------- |
| Mai – Dezember 1901                                 | Johannes Müller-Liebenwalde               |
| April 1902 – Juni 1910                              | Gustav Brandes                            |
| Juli 1910 – Juni 1918                               | Wilhelm Staudinger (1877–1969)            |
| Juli 1919 – April 1925                              | Günter Kniesche (1882–1925)               |
| Januar 1926 – September 1928                        | Friedrich Hauchecorne                     |
| Januar 1929 – Juli 1945 (offiziell bis August 1946) | Fritz Schmidt-Hoensdorf                   |
| Juli 1945 – September 1950                          | Hans Voß (1899–1970)                      |
| Februar 1951 – Juni 1959                            | Hans Petzsch                              |
| Juni 1959 – Januar 1961                             | kommissarisch: Gerhard Heyder (1923–2000) |
| Februar 1961 – Mai 1986                             | Klaus-Günther Witstruk (1926–1986)        |
| März 1987 – April 2015                              | Andreas Jacob (1950–2016)                 |
| seit Mai 2015                                       | Dennis Müller (* 1983)                    |

## Bildergalerie

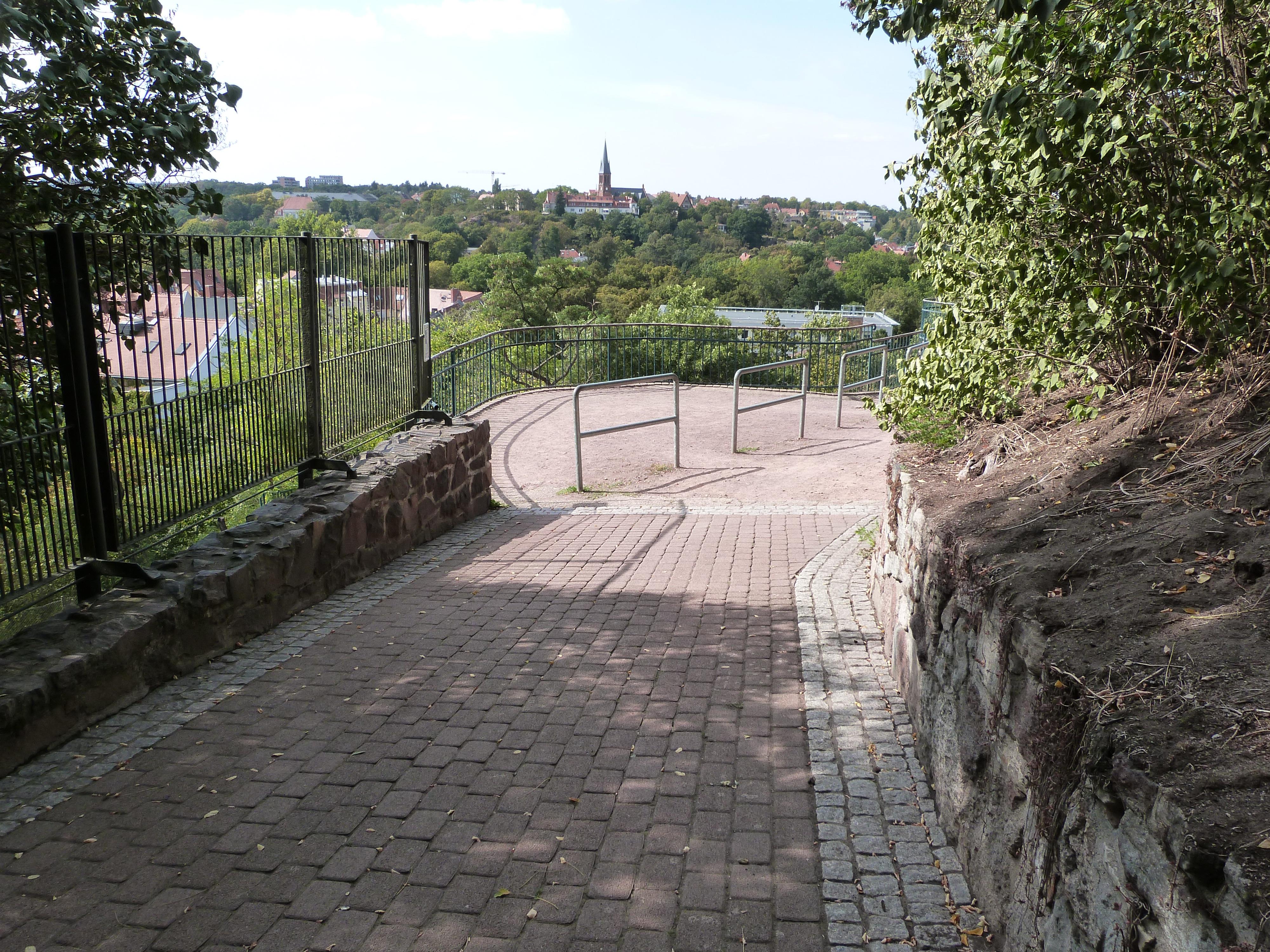
Aussichtspunkt des Bergzoos
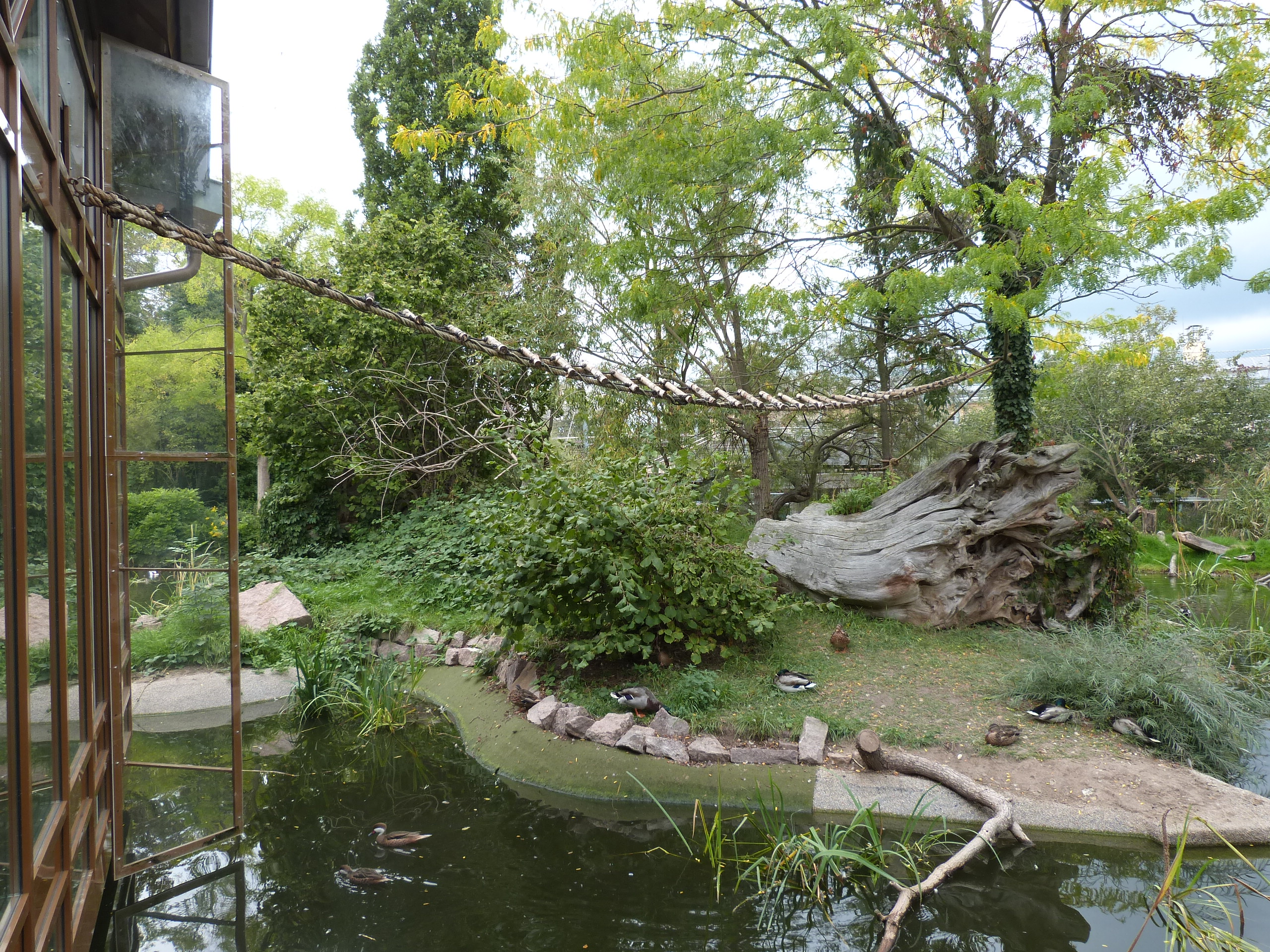
Affen-Außenanlage
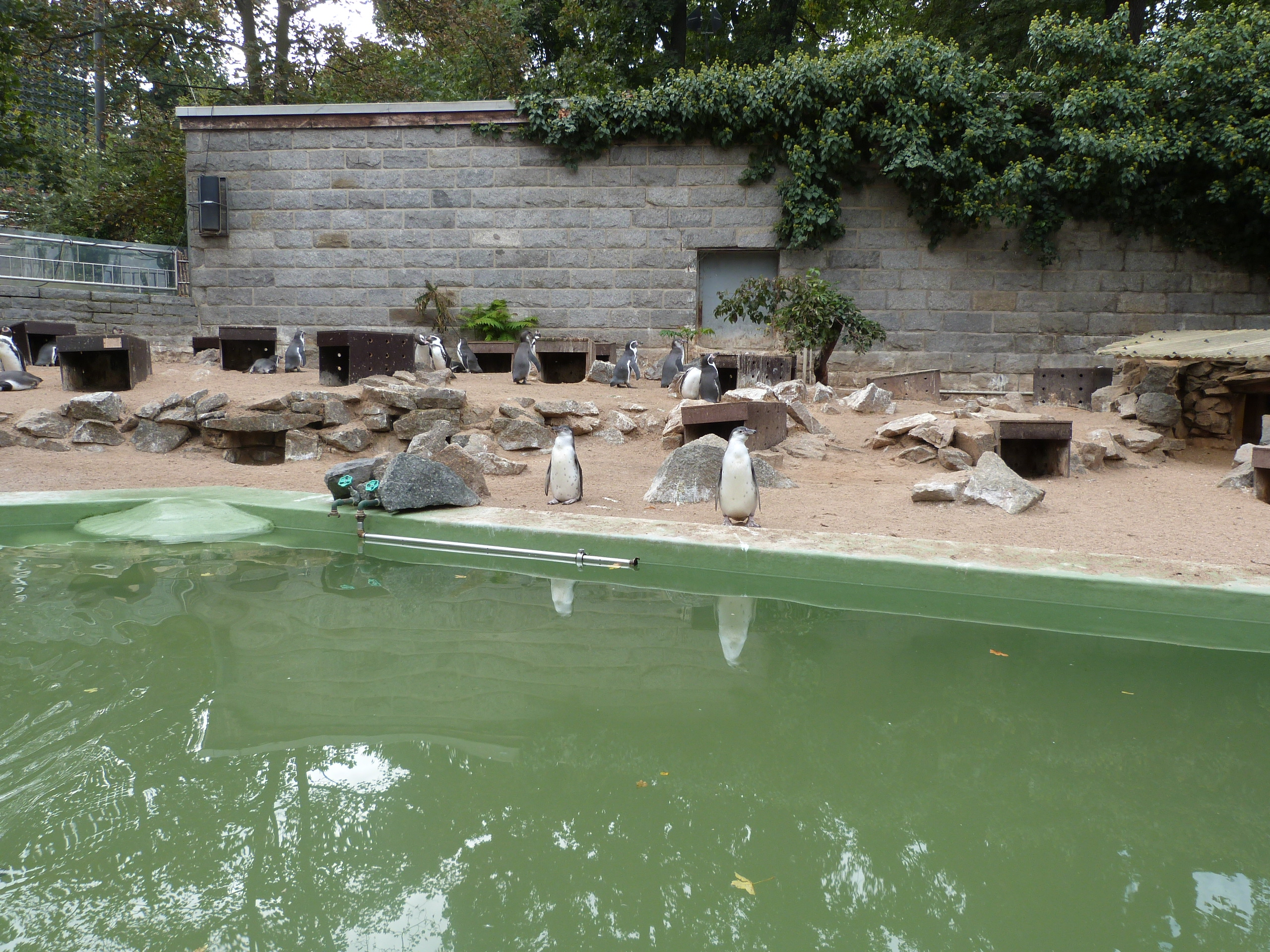
Pinguinanlage
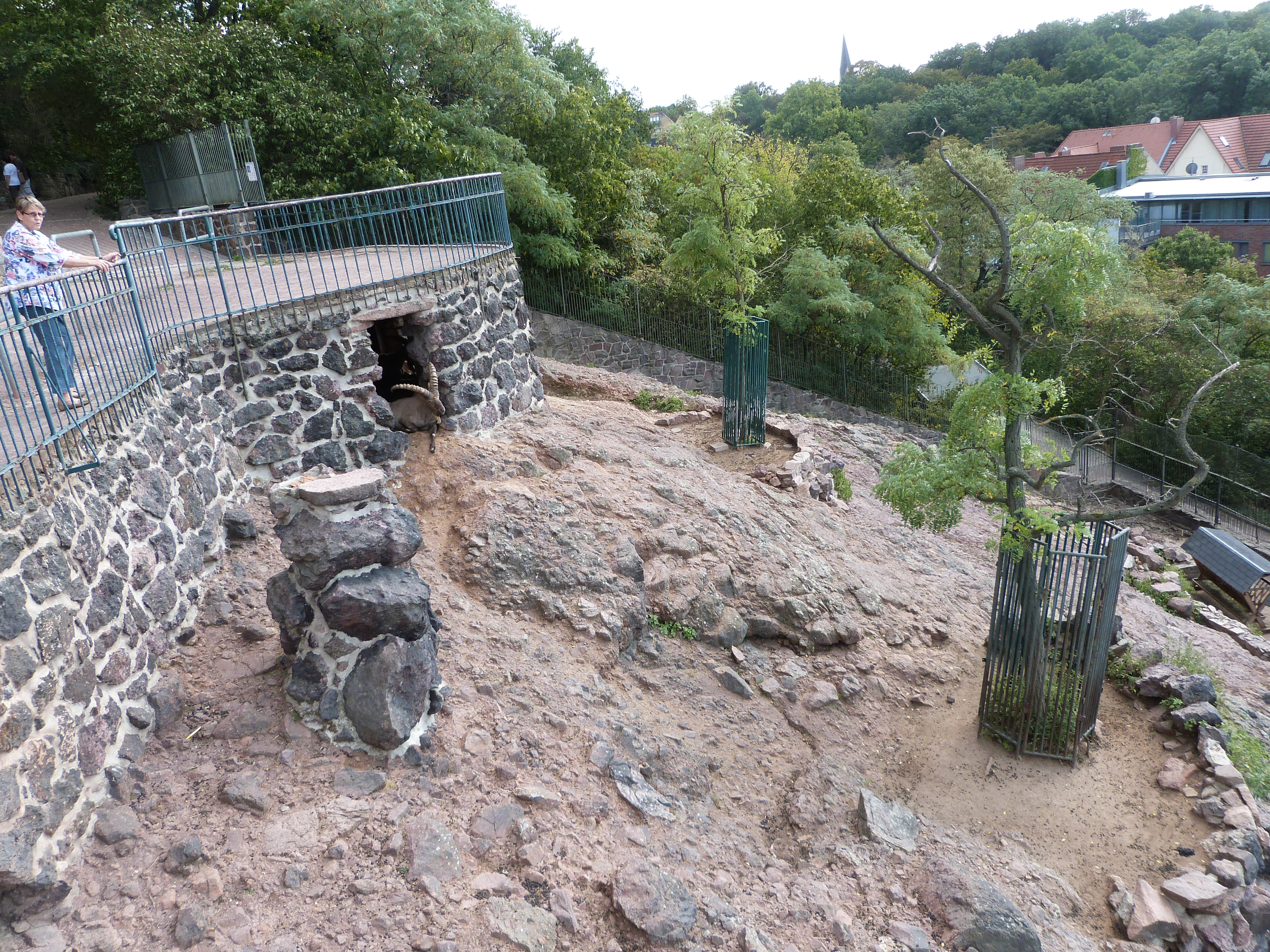
Steinbockareal
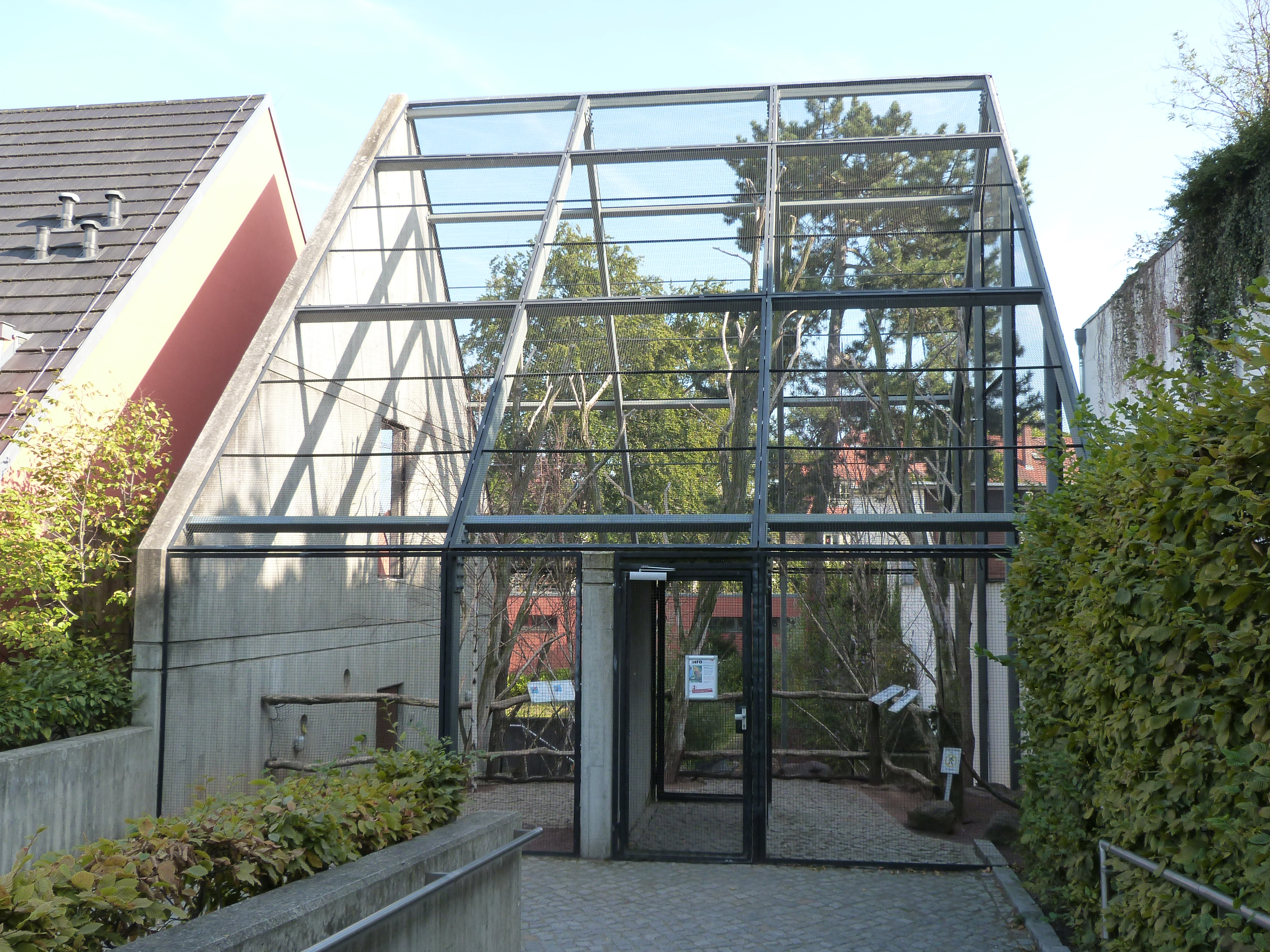
Begehbare Australien-Voliere
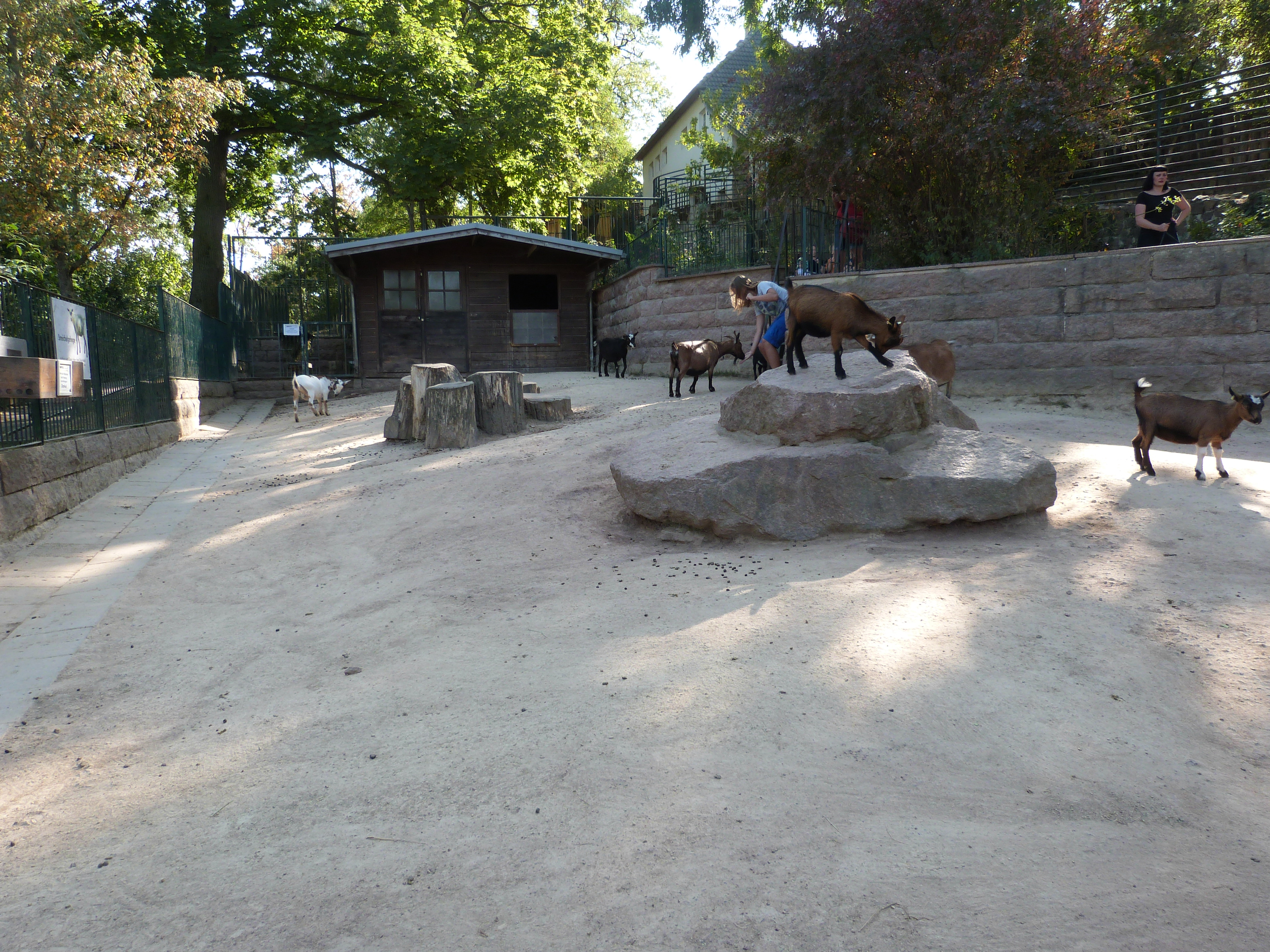
Streichelgehege
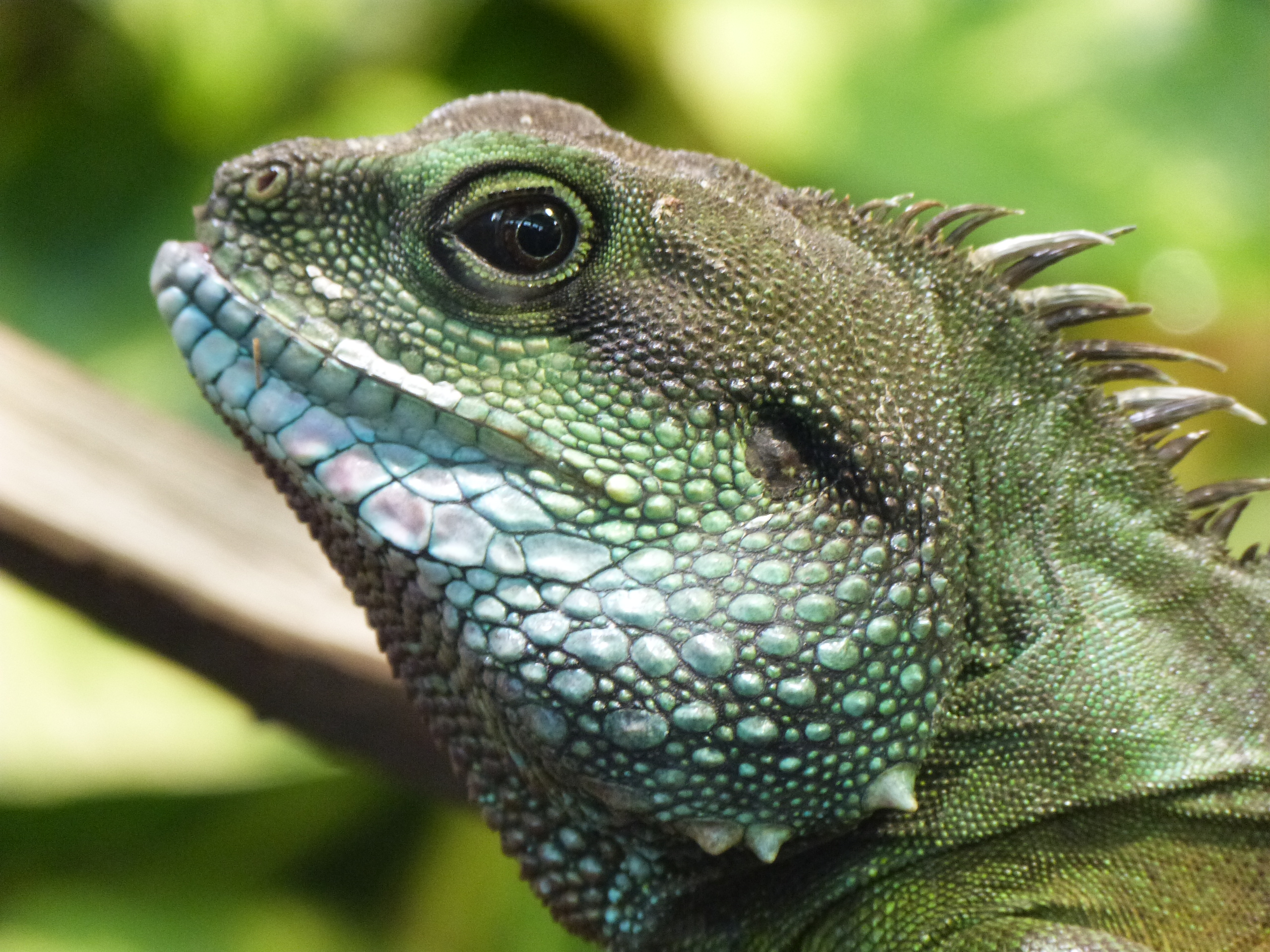
Grüne Wasseragame
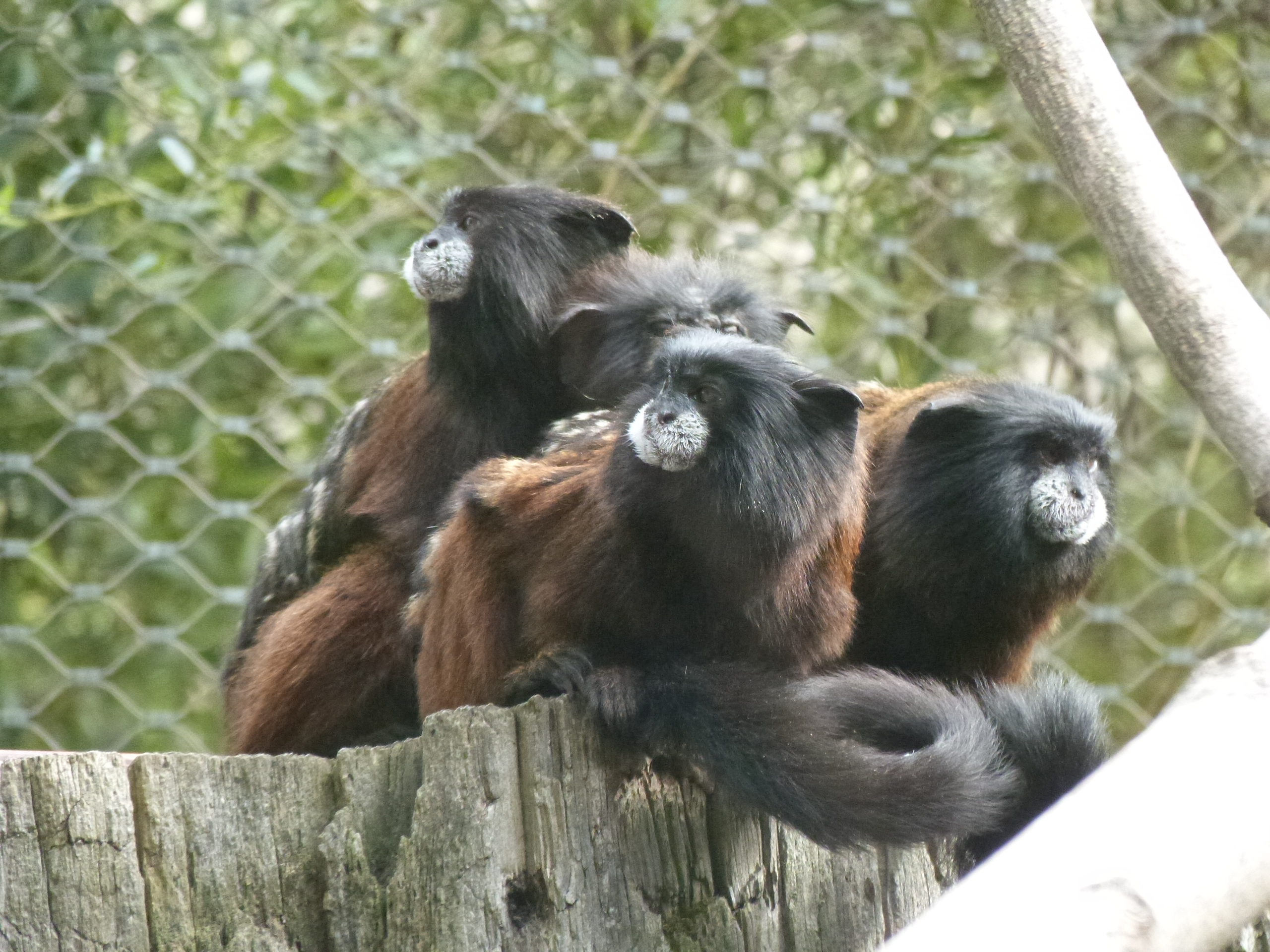
Braunrückentamarine
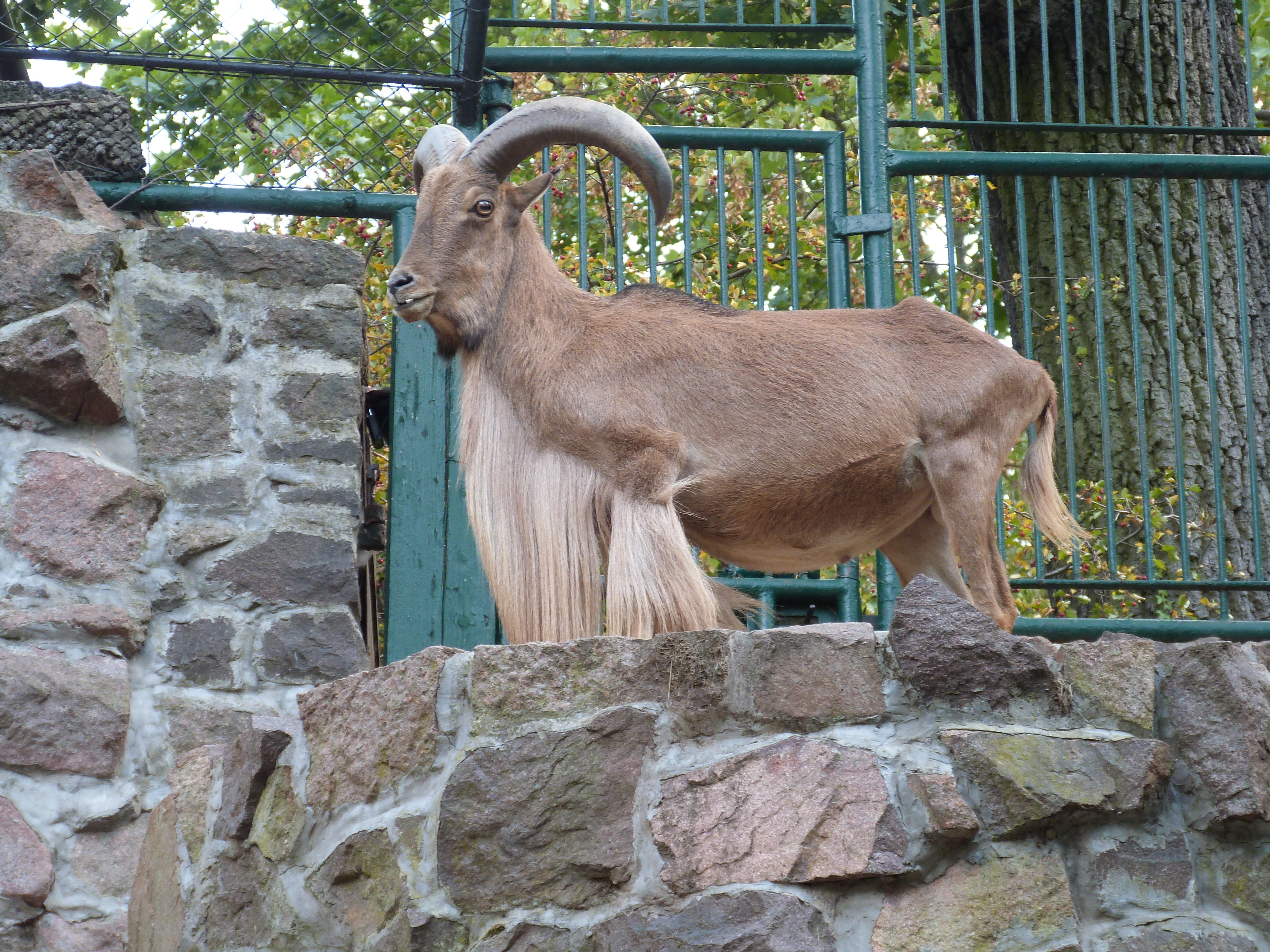
Mähnenspringer
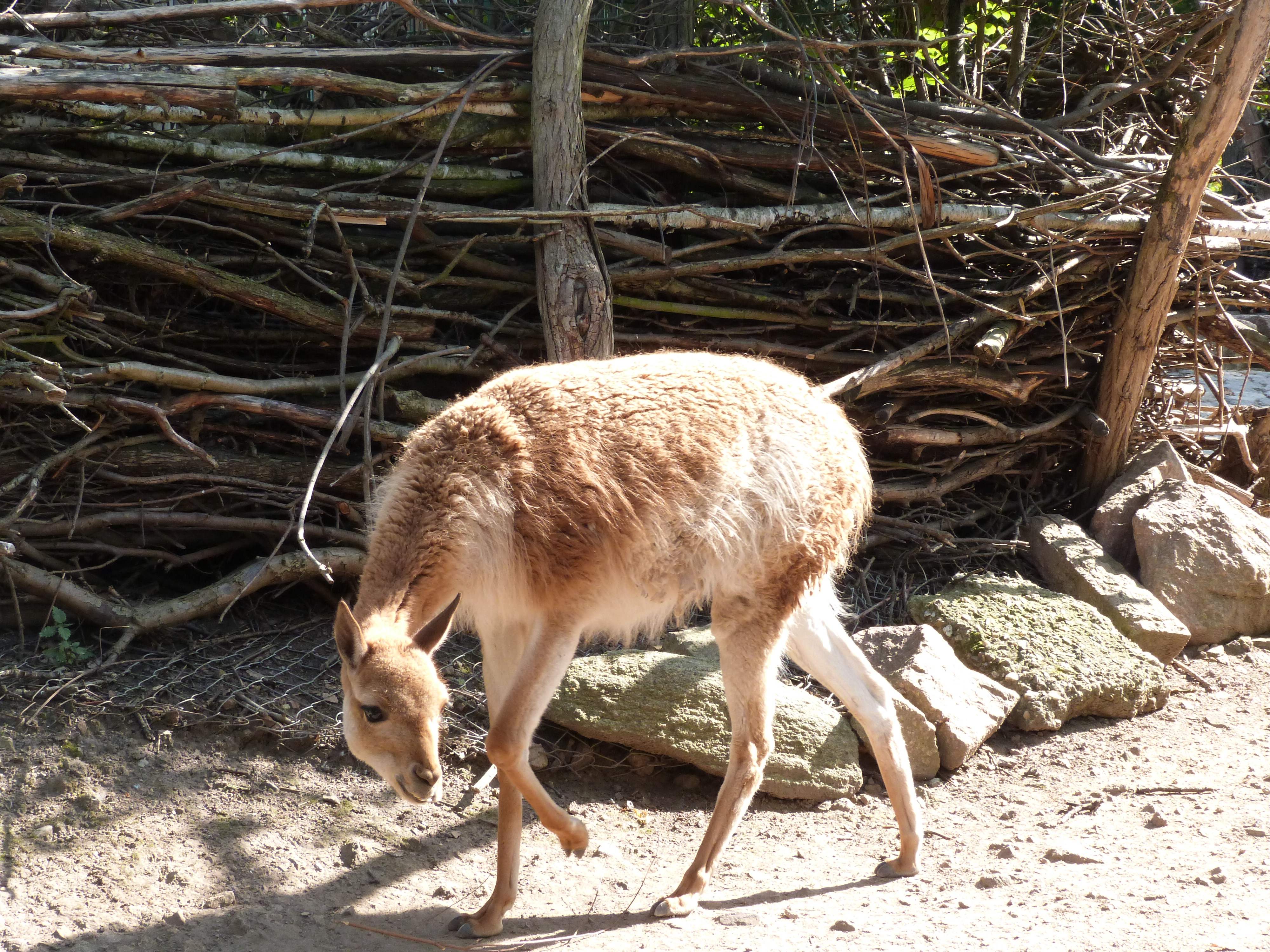
Vikunja
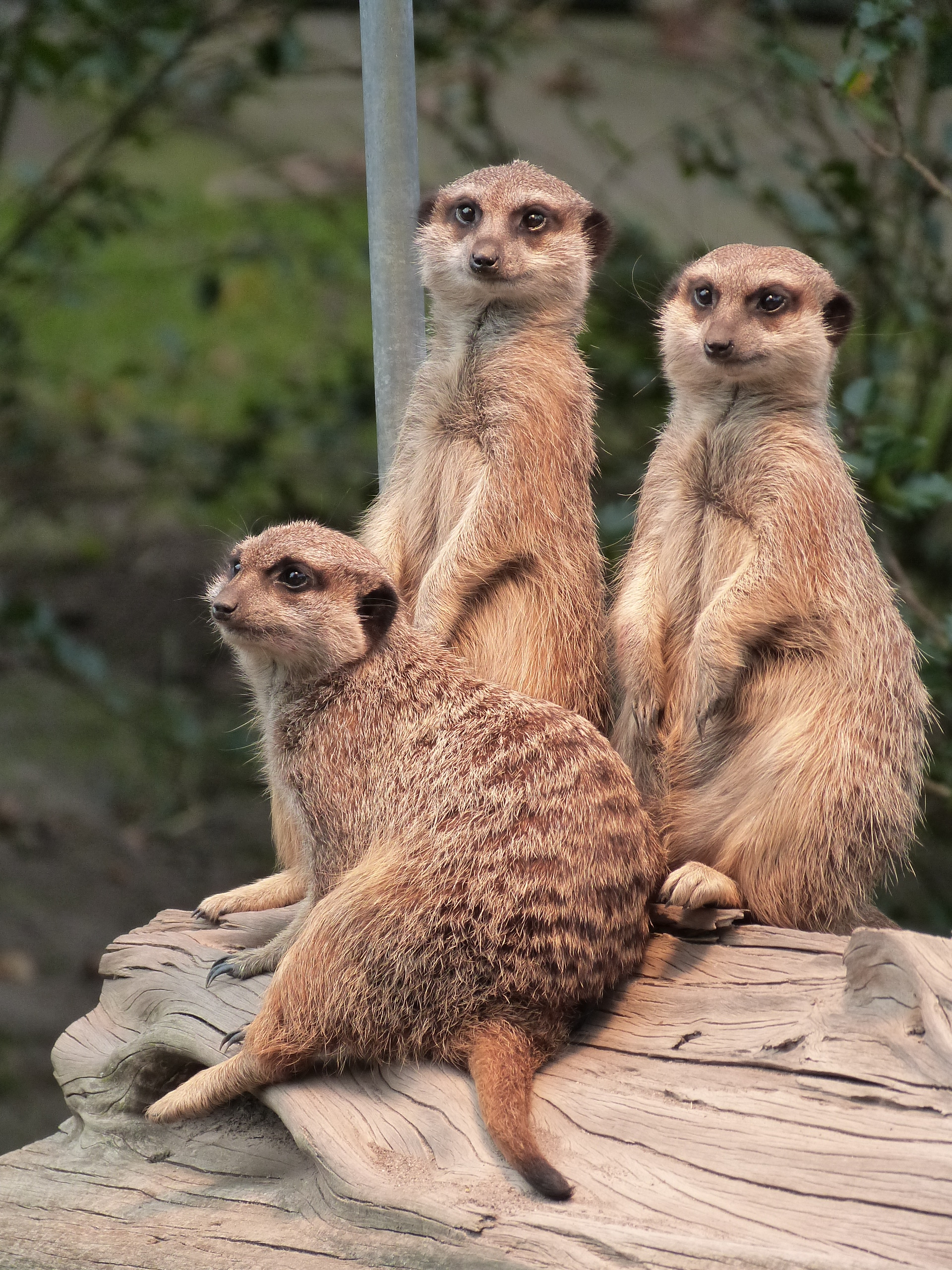
Erdmännchen
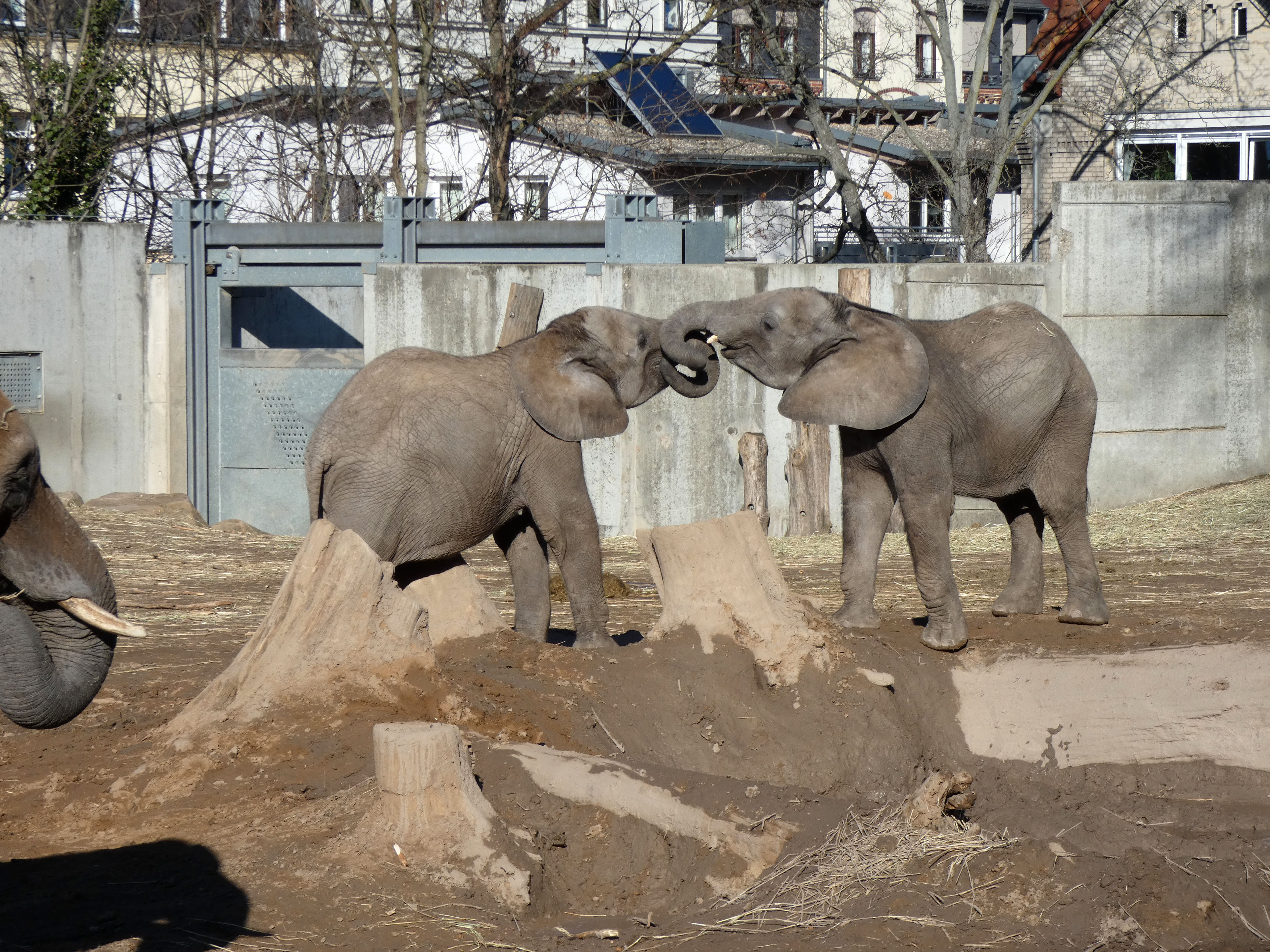
Afrikanische Elefanten